# WANNA BE
〈WANNA BE〉는 대한민국 걸그룹 AOA의 두 번째 싱글 앨범으로, 2012년 10월 10일에 발매되었다.

## 수록곡
1. GET OUT
  - 작사: 한성호, 작곡: SEI, 편곡: 이상호
2. HAPPY ENDING
  - 작사: 한성호, 작곡 · 편곡: 한승훈
3. MY SONG
  - 작사 · 작곡 · 편곡: 김재양